# Benny Andersen
Benny Andersen, född 7 november 1929 i Vangede, död 16 augusti 2018 i Sorgenfri i Lyngby-Tårbæk, var en dansk författare, poet, kompositör och pianist. Andersen var medlem av Danska akademien från 1972.

## Diskografi (översatt till svenska)

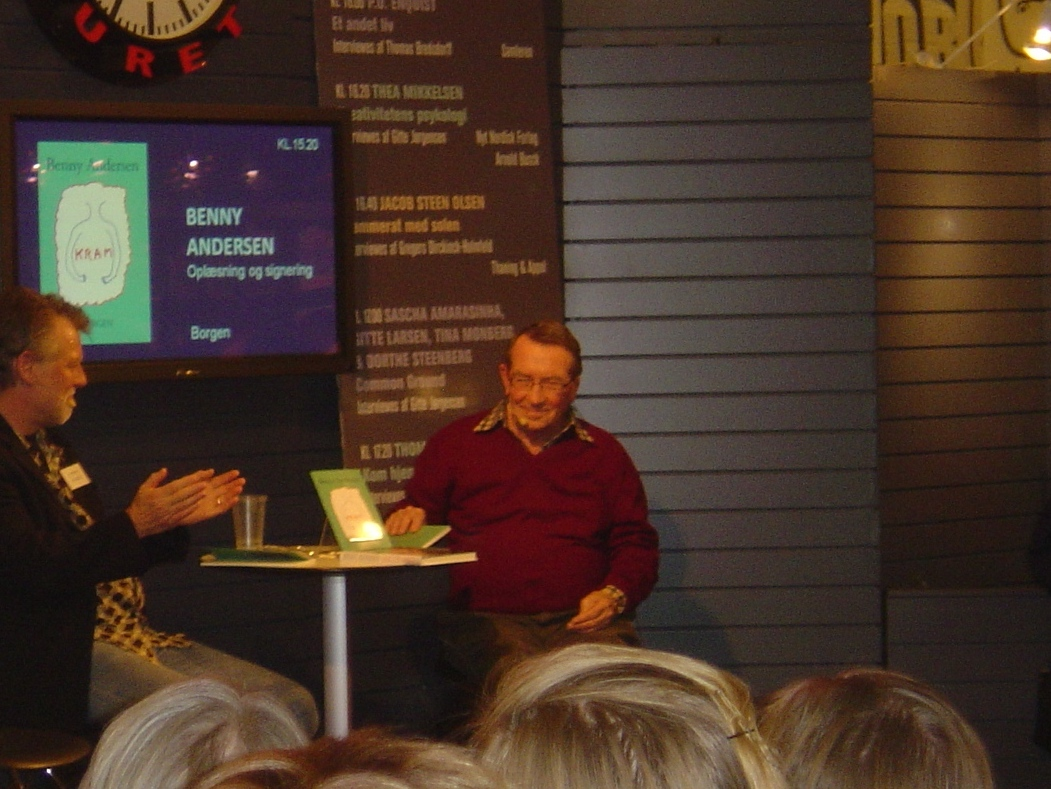
Benny Andersen, 2009.